# アイ・アム・デビッド
『アイ・アム・デビッド』（I Am David）は、2003年のアメリカ合衆国の映画。デビッドという名前しか持たない少年が、母を求めて旅をする物語。

## 概要
監督と脚本を担当したのは新人のポール・フェイグ。原作は1963年に出版され、デンマークでベストセラーしたアン・ホルムの同名小説である。元の英語表記は『North to Freedom』。本国のデンマークでは多くの文学賞を受賞し、教科書にも載るほどの人気を誇った。
原作はアメリカでは「冒険児童小説の傑作」と高評価されている。
主人公の少年はブルガリアの収容所を抜け出した後ギリシャの港・サロニカへと旅立ち、そこからイタリア行の船に乗り、イタリアからデンマークまでひたすら北を目指す。

## ストーリー
第二次大戦後、戦争が終結してもなお共産主義が周辺諸国に圧力をかけている時代。家族バラバラに引き離された少年デビッドは、収容所で強制労働を課せられ、幸せな人間の暮らしとは程遠い惨めな生活を送っていた。死を望んでいたデビッドだったが、ヨハンと名乗る男がデビッドに生きることの大切さを教える。しかし、ヨハンはデビッドを守るため死んでしまった。亡きヨハンのため、デビッドは生き続けることを固く決意する。そしてある日、デビッドは収容所の関係者に収容所から脱出するよう秘密裏に指示され、封書として渡された自分の身分証明書を持って収容所を脱出する。デビッドは国境を越え、できるだけ人目を避けながら指示された通りデンマークへと意味もわからず向かう。様々な出会いと共に幾度の苦難を乗り越え、ある日デビッドはソフィーと名乗るスイスで孤独に暮らしている老女と出会う。そしてデビッドはソフィーといるうちに、偶然母が出版した本を発見する。母は家族と引き離された後、デンマークで生活していたという。それを知ったデビッドは、この旅の本当の意味を知り、ソフィーの力を借りて母に会うために飛行機でデンマークへ行く。飛行機が到着した場所にはデビッドの母が待っており、ここでデビッドと彼の母親は感動の再会を果たした。

## キャスト
※括弧内は日本語吹替
- デビッド - ベン・ティバー（村上想太）

1952年のブルガリアにあるベレネ収容所から逃げ出した少年。幼い頃から収容所で育ち、外の世界を知らない。収容所では様々な外国人収容者と暮らしてきたため、数ヶ国語をある程度理解し話すことができる。これまで収容所を管理する警備兵たちの監視を受けながら辛い労働をさせられてきたため、笑うことを知らずいつも暗い表情をしている。疑心暗鬼になっており、旅の間に出会う優しそうな人にも親のことや行き先を尋ねられるたびに“僕はサーカス団育ちで、今は親と離れて暮らしている”などと誤魔化している。
- ヨハン - ジム・カヴィーゼル（てらそままさき）

デビッドと同じ収容所にいた大人の収容者。故人。生前デビッドとベッドが隣同士だったこともあり彼と親しくしており、いつも気にかけていた。
- ソフィー - ジョーン・プロウライト（京田尚子）

ある時ミラノ辺りで風景画を描いていた時にデビッドと出会う。趣味が絵ということもあり人間観察や心理状態を判断するのが得意。アネットと名付けた猫と暮らしている。
- 男 - フリスト・ショポフ（佐々木勝彦）
- ロベルト - フランチェスコ・デ・ヴィト（辻親八）

イタリア行の船の乗組員。貨物室に隠れていた密航者のデビッドを見つけるが、彼をイタリアまでかくまってあげる。
- マリア - ヴィオラ・カリンチ

2人の弟たちの火遊びによる火事に巻き込まれるが、偶然通りかかったデビッドに助け出され、彼と親しくなる。
- カルロ - アレッサンドロ・スペルドゥーティ

マリアの兄。デビッドと出会った当初自転車泥棒と勘違いし、捕まえようとする。
- エルザ - シルヴィア・デ・サンティス

マリアの母。マリアの命の恩人であるデビッドに感謝し、彼を数日間自宅で泊まらせてあげる。
- ジョヴァンニ - パコ・レコンティ

マリアの父。広い屋敷に数人のメイドがいる裕福な家庭で、自身と妻に4人の子どもたちと住んでいる。デビッドの家族のことや行き先などを色々と尋ねる。
- デビッドの母 - マリア・ボネヴィー

デビッドが幼い頃に収容所に来た時に、自身は警備兵により別の所に連れて行かれ離れ離れになった。